# Краљева немачка легија
Краљевска Немачка Легија (КГЛ) је била јединица Британске армије састављена углавном од немачких исељеника током периода 1803–16. Легија је настала са разлогом да буде једина Немачка сила која се без прекида бори против Француске током Наполеонових ратова.
Легија се оформила у року од неколико месеци након раскида волонтера Хановели 1803. и установљена је као мешовити корпус крајем 1803. Иако се Легија никада није борила самостално и остала део британске војске током наполеонових ратова (1804-15), она је одиграла виталну улогу у неколико кампања, а нарочито у Валхеренској кампањи, Шпанском рату за независност и Наполеонових стотину дана (1815).
Британска Немачка легија је регрутована за Кримски рат.

## Историја
Након окупације Хановер од Наполеонових трупа потписана је Конвенција Артленбург, такође позната и као Конвенција о Елби, 5. јула 1803. и формално је распуштено бирачко тело у Хановеру. Сходно томе, бирачка војска је распуштена. Многи бивши официри и војници Хановера побегли су од француске окупације Хановера у Британији; Џорџ III, срушени изборник Хановера, био је Краљ Велике Британије. Исте године, мајор Колин Халкет и пуковник Јохан Фридрих фон дер Децкен издају налог за подизање кадра лаке пешадије, да буде именована "Краљевско Немачки Пук". Дана 19. децембра 1803, Халкетовска и фон дер Децкеновска војска су комбиновани као основа мешовитог корпуса (обухвата сва оружија: коњица, пешадија, артиљерија) преименованог у Краљевска Немачка Легија. КГЛ пешадија је смештена у Бехил-на-мору, а коњица на Вејмут, Дорсет. Неке јединице су укључене у уличној тучи Таламор, Ирска са Британском Лаком пешадијске јединице у Бици код Таламана. Број Официра и других чинова порастао је током времена приближно 14.000, али 13 година свог постојања, скоро 28.000 људи је служило у Легије у једном или другом тренутку. У почетку већина полицајаца је именовано са привременим чином, али 1812. су сви официри Легије дати трајни чин у Британској Војсци за 'имајући тако честу разлику од својих непријатеља.' То је видео у активној служби као саставни део Британске Војске из 1805-1816, након чега су распуштене његове јединице.

## Организација
Коњица
- Први Регимент оф Драгонс (1804-1812, црвена јакна)
  - промењен у: Регимент оф Драгонс (1812-1816, плава јакна)
- Други Регимент оф Драгонс (1804-1812, црвена јакна)
  - промењен у: Регимент оф Драгонц(1812-1816, плава јакна)
- Први пук Хусара
- Други пук Хусара
- Трећи пук Хусара

Пешадија
- Први батаљон лаке пешадије
- Други батаљон лаке пешадије
- Прва линија батаљона
- Друга линија батаљона
- Трећа линија батаљона
- Четврата линија батаљона
- Пета линија батаљона
- Шеста линија батаљона
- Седма линија батаљона
- Осма линија батаљона

Артиљерија и инжењери
- Краљевска Немачке артиљерије
  - 2 коњске батерије
  - 4 пешадијске батерије
- Краљевска Немачке Инжењери

## Кампања
Иако се Легија никада није борио самостално, њене јединице учествовале су у кампањама у Хановеру, Померанија, Копенхагену и Валцхерен, рата полуострва под генералом Сир Јохн Море; а повлачење то Коруњи; полуострву Кампања под војводе од Велингтона, укључујући борбама код Бусацо, Бароса, Фуентес де Оноро, Албуера, Сијудад Родриго, Саламанке, Гарциа Хернандез, Бургос, Вента дел Позо, Виториа, Сан Себастиан, Нивеле, Ортез, Сицилије и источни делови Шпаније, Северне Немачке и Гохрде.
У Пенинсулар кампањи, Немци су побољшали ветеранима језгро британске војске. У Сабугал, у априлу 1811, неколико стотина немачки Хусари увећао Светлу Дивизију, а Хусари нашли одговарајућу плићак на реки Цоа. У бици код Гарциа Хернандез коњица врши необичну подвиг разбија две француске квадратне формације у року од неколико минута.
У бици код Ватерлоа, други лаки батаљон - са члановима првог лаког батаљона и петог лаког батаљона - бранија је фарму и пут "Ла Хаие Саинте". Као пета линија Батаљона под Оберст Омптеда је на путу да се појача бранитеље Хаие Саинте, француске коњице у прилогу Јеан-Баптисте Дроует, Цомте Д'Ерлон, Корпус их оде доле; само неколико планираних релиеверс преживео. Након одбране у шест сати, без муниције, или појачање, Немци су били приморани да напусте фарму, остављајући зграде у катастрофалном стању и иза себе мртве.

## Завештање
Легија је била позната по својим познатим дисциплинама и борилачкој способности. Коњица је репутација да буде међу најбољима у Британској војсци. Према историчару Александро Барберо , Краљевска Немачка Легија "имао тако висок степен професионализма који је сматрао једнаки у сваком погледу са најбољим британским јединицама". После победе код Ватерлоа, бирачко тело у Хановеру поново је основана као Краљевина Хановера. Међутим, војска Хановера је реконстуисана и пре коначне битке, тако да су биле две Хановерске војске у постојању. 1816. Легија је разрешена и поједини официри и војници су интегрисани у нову Хановерианску војску.

## Почасне битке
- Рат полуострва
- Ватерлон
- Битка код Вентал дел Позо (батаљон први и други лака пешадија)
- Гарциа Хернандез (близу Саламанца) (1 пук Драгоонс)
- Ел Бодон (1 пук Хусара)
- Бароса, у близини Кадиз, Шпанија (2. пука Хусарс)
- Гохрде ( 3. пук Хусара)

## Споменици
- Плакат на спољном зиду "Свети Хаг"
- Споменик супротно "Свети Хаг", спомен мртвих у КГЛ
- Хановер - Ватерло-колони Хановер-близу
- Ватерло Тргу испод архиве стоји статуа Царл фон Алтен
- Хановер - такође близу архиве је плакат поводом мајора Георг Баринг
- Хановер-за Легионаре-мост прелази преко реке Чудо, првобитно названа
- Ватерло - мост, а сада преименована у Краљева Немачка Легија
- Оснабрик - Хегер Тор, некада се зове Ватерло Тор, или Ватерло Гате, обележава официре и војнике КГЛ
- Комеморативног камен на Витинген, Лавер Саксонија. Натпис: дес Кенигс Деутсцхе Легија 1803-1815-полуострво, Ватерло, Гоџрде
- На планини Гехрденер је камен споменик Чарл Лудевиг фон Холе, пала у Варетло[14]
- На споменику за бици код Виторије је плоча за КГЛ

## Галерија
- Плакета на спољашњем зиду Ла Хаие Саинте
- споменика наредних Ла Хаие Саинте - онај са леве стране је за КГЛ
- Споменици следећи на Ла Хаие Саинте - онај са леве стране је за КГЛ
- Хегер Тор- раније зван "Ватерло-Тор". Споменик КГЛ у Оснабрик
- Ватерло колона у Хановеру
- Статуе Карла Алтен у Хановеру, Немачка (Скулптор: Хеинрицх Куммел)
- плакету Георг Имајући у Хановеру
- Стоне у Витинген, Доњој Саксонији

## Немачка војска
Након уједињења Немачке , неки од старих КГЛ јединице које су служили у војсци Хановериан су овековечио у Царској Немачкој Војсци, што је на крају довело до њиховог служења у Рајхсвера и Вермахта. То су били:
- Коњички-пук 13-1. Пук светлих Драгона
- Коњички-пук 13-2. Пук светлих Драгона
- Коњички-пук 14-1. Пук светлих Хукарски
- Пешадија-пук 16-1. Линија Батаљона
- Пешадија-пук 17-1. Светли Батаљон